# 金春栄治郎

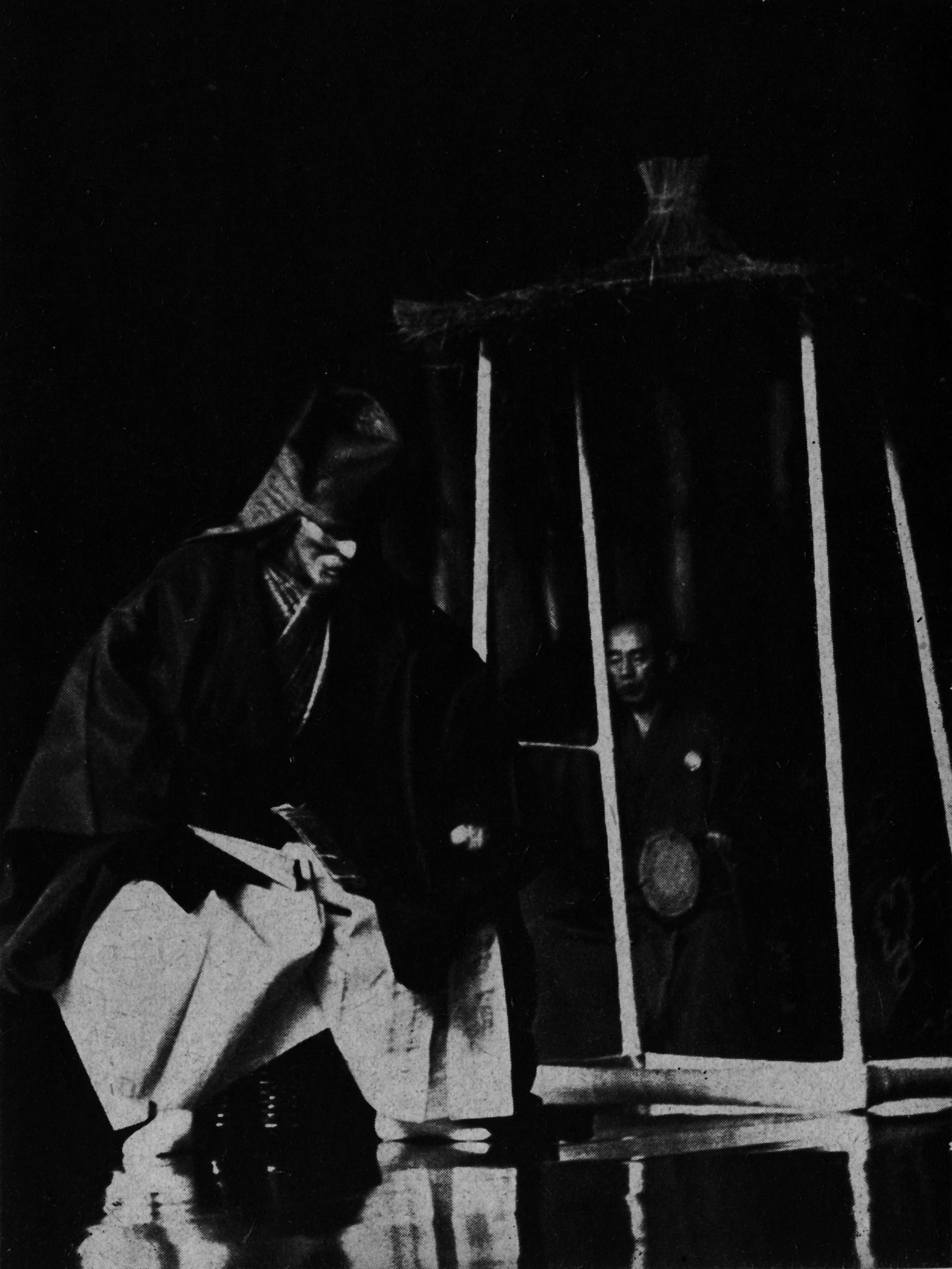
栄治郎による「景清」（松本栄一撮影）

金春 栄治郎（金春榮治郎；こんぱる えいじろう、1895年（明治28年）1月29日 - 1977年（昭和52年）1月5日）は、シテ方金春流能楽師。1910年（明治43年）に金春流77世宗家を嗣ぐが、1913年（大正2年）に兄・光太郎（のち八条）にこれを譲った。子に金春晃実。孫に金春穂高。

## 生涯
1895年（明治28年）、金春七郎広運の次男として大和初瀬に生まれる。初名は広道。
父・広運は73世宗家・金春大夫元照の実子であったが、元照の没時4歳と幼かったため、養子の広成が代わって宗家を継承し、広成の死後はその子・八郎がその跡を継いだ。広運は長谷寺に居住して寺の事務を手伝う傍ら、謡の教授を行っており、栄治郎が生まれたのはその時期であった。広運は稽古に出るときいつも栄治郎を同伴するなど、大いに可愛がった。8歳の頃には当時当主不在だった狂言大蔵流の次期家元に推されたこともあったが、母親の反対で実現しなかった。
1906年（明治39年）、八郎が早世したために、父・広運が76世宗家に就いた。これにより栄治郎も能楽師の道に進むこととなり、1907年（明治40年）、12歳で父演ずる「船弁慶」の子方としてようやく初舞台を務める。1908年（明治41年）には奈良で行われた陸軍大演習に際し、乃木希典の所望で「橋弁慶」の謡を披露している。
1909年（明治42年）、父に従って上京し、森山茂の勧めによりそのまま東京で修業することとなる。森山は貴族院議員などを務めた有力者であるとともに、かつて広成の内弟子として修業した人物であり、金春流の強力な後援者であった。以後栄治郎は森山の元で厳しい謡の稽古を積む一方、「明治の三名人」と呼ばれ当時東京の金春流を代表する能楽師だった櫻間伴馬の元で型と謡の指導を受けることとなった。
1910年（明治43年）、父・広運が死去する。栄治郎には兄・光太郎があったが、光太郎は若い頃国鉄に勤務中、事故で足に障害を負っており、森山の後押しもあって栄治郎が16歳で77世宗家を襲うこととなった。
しかしわずか3年後の1913年（大正2年）、栄治郎は兄に宗家の地位を譲ることを決断する。森山と伴馬との間で謡の指導を巡り争いが起こったのが直接の原因だったが、また同時に、当時観世流などでは家元の地位を巡り流内に内紛が起こっており（梅若流参照）、こうした問題を未然に防ぐことも目的であったと考えられる。こうして栄治郎は宗家の座を退いたが、以後も東京にあって、森山と伴馬の元で修業を続ける。
1915年（大正4年）、大正天皇の即位式に、宮城で能が催された（いわゆる「大典能」）。当代を代表する役者が集められたこの演能に、栄治郎は当初「高砂」の前シテ（後シテは伴馬の次男・櫻間弓川）として出演することが決まっていた。しかしその前夜、栄治郎は40度を超える高熱に倒れてしまい、池内信嘉の申し入れにより、急遽師の伴馬が81歳という高齢ながら、代役として舞台に上がることになった。
1916年（大正5年）、宮中舞台で「玉葛」の仕舞を務める。1919年（大正8年）には、「道成寺」を披いた。
1923年（大正12年）、関東大震災を機に奈良に戻るが、以後も東京と奈良とを行き来する生活を送る。
1937年（昭和12年）、貞明皇后の奈良行啓に際して、栄治郎の前シテ、光太郎の後シテで「春日龍神」を舞う。戦中〜戦後にかけては、武智鉄二が主催した断弦会で、武智の後援を受けた兄・光太郎とともに舞台に立ち、地謡などを務めた。
1948年（昭和23年）、「岩船」を舞った後、元々優れなかった体調を本格的に悪化させ、長く闘病生活を送ることとなった。1955年（昭和30年）の還暦の祝いでは「猩々乱」を舞うが、なおも体調は全快していなかった。
1962年（昭和37年）、兄・八条（光太郎から改名）が没する。
1957年（昭和32年）重要無形文化財総合認定保持者の制度が発足し、1965年（昭和40年）に認定される。翌1966年（昭和41年）には中日五流能で「卒都婆小町」を舞い、1968年（昭和43年）勲五等瑞宝章を受章するなど本格的な活動を見せる。
しかし翌1969年（昭和44年）に罹患したスモン病のため足が不自由となり、1973年（昭和48年）に「頼政」の前シテを舞ったのを最後に舞台を去った。
1977年（昭和52年）没。
その青年期の芸風については坂元雪鳥が1924年（大正13年）の評で、「此の人は器用がらず充実味を身上とする」と記している。一方で広瀬瑞弘は「一見質朴そうに見えてその底には洗練した味が光っている」と評しており、これは修業時代を東京で過ごしたことに由来すると思われる。また舞囃子にも定評があった。